# Esőfürj
Az esőfürj (Coturnix coromandelica)  a madarak osztályának tyúkalakúak (Galliformes) rendjébe és a fácánfélék (Phasianidae) családjába tartozó faj.

## Előfordulása
Banglades, Kambodzsa, India, Mianmar, Nepál, Pakisztán, Srí Lanka, Thaiföld és Vietnám területén honos.

## Megjelenése
Testhossza 15-16 centiméter.

## Életmódja
Mindenevő, gyommagvakkal, fűvel, valamint a kis rovarokkal és rovarlárvákkal táplálkozik.

## Szaporodása
Tenyésztési időszaka az esős évszakra esik. Fészekalja 6-8 tojásból áll, melyen 16-18 napig kotlik.